# رافائيل روميرو
رافائيل روميرو (بالإسبانية: Rafael Romero) هو منافس ألعاب قوى فنزويلي، ولد في 22 مايو 1938 في ماراكايبو في فنزويلا.

## وصلات خارجية
- رافائيل روميرو على موقع الاتحاد الدولي لألعاب القوى (الإنجليزية)
- رافائيل روميرو على موقع اللجنة الأولمبية الدولية (الإنجليزية)
- رافائيل روميرو على موقع أوليمبيديا (الإنجليزية)